# Torneiros (Pará de Minas)
Torneiros é um distrito do município brasileiro de Pará de Minas, no estado de Minas Gerais. Segundo o censo demográfico de 2022, realizado pelo Instituto Brasileiro de Geografia e Estatística (IBGE), sua população era de 2 112 habitantes e havia 736 domicílios particulares permanentes ocupados. Possui área de 28,65 km² conforme a Fundação João Pinheiro (FJP).
De acordo com o IBGE, em 2010 a população era de 1 531 habitantes e havia 534 domicílios particulares.
Foi criado pela lei estadual nº 8.285 de 8 de outubro de 1982, a partir do ex-povoado de Torneiros e com terras desmembradas do distrito de Carioca.